# Black Pearl (yacht)
Pour l’article homonyme, voir Black Pearl.
 (mai 2024).
Si vous disposez d'ouvrages ou d'articles de référence ou si vous connaissez des sites web de qualité traitant du thème abordé ici, merci de compléter l'article en donnant les références utiles à sa vérifiabilité et en les liant à la section « Notes et références ».
Le Black Pearl est un voilier conçu par Oceanco, lancé en 2016 et mesurant 106,8 m de longueur. Il possède trois mâts DynaRig supportant une surface de voile de 2 900 mètres carrés. Le yacht était connu, pendant son processus de construction à l’origine, sous le nom de Oceanco Y712, puis par la suite «Project Solar». La coque est en acier, la superstructure en aluminium et les mâts en fibre de carbone.
Le Black Pearl pourrait traverser l'Atlantique avec seulement vingt litres de carburant, aidé par des technologies de régénération[réf. souhaitée]. Une technologie clé à cet effet consiste à utiliser la vitesse du navire sous voile pour générer de l’électricité avec une hélice à pas variable. Le yacht dispose également de technologies de captage de chaleur et de batteries de stockage à grande échelle pour conserver l’énergie générée, non immédiatement utilisée.

## Historique
Inspiré du Maltese Falcon de 88 m, le projet visait à repousser les limites du système DynaRig et à démontrer le potentiel de navires plus grands équipés de DynaRig.
La création du yacht, alors connu sous le nom de "Project Solar", a commencé le 7 juillet 2010, lorsque Ken Freivokh a été chargé de gérer le style et le design du projet. Compte tenu de son implication dans le Maltese Falcon, Freivokh a introduit le projet chez Dykstra Naval Architects et l’équipe a fait progresser le système DynaRig et améliorer les performances grâce à des modifications apportées à la forme et à l’installation du mât.
Freivokh a ensuite chargé Devonport Yachts (chantiers navals de Pendennis) d’entreprendre des études techniques afin de compléter le dossier d’appel d’offres. Le processus d'appel d'offres a débuté en juin 2011 et concernait sept chantiers navals dans le monde. En novembre 2011, Freivokh a étendu la conception à 100 m et une maquette à l'échelle a été produite. Le constructeur néerlandais Oceanco a été sélectionnés dans le cadre du processus d'appel d'offres pour construire le yacht dans son chantier naval de Rotterdam (Pays-Bas).
La conception et les détails du yacht ont évolué de manière continue au cours du processus de construction, le propriétaire intervenant directement dans de nombreux aspects de la conception finale qui prévoyait un yacht de 106,8 m construit sous le nom de Y712, s'appelant alors Black Pearl. Il a été lancé en septembre 2016 et a été livré au client début 2018 après des essais en mer.

## Système DynaRig
Le DynaRig doit son origine aux recherches menées par Wilhelm Prölß dans les années 1960. Le DynaRig se compose de mâts rotatifs autonomes avec des vergues rigides et fait office de gréement carré. Chacun des mâts du Black Pearl a une cambrure intégrée de 12 %. Les quinze voiles carrées sont placées de telle façon à ne laisser aucune faille dans le plan de voilure de chaque mât, ce qui leur permet de fonctionner comme un seul plan aérodynamique. Les voiles enroulées sont stockées dans le mât et peuvent être déployées en six minutes. Les voiles sont ajustées en faisant pivoter les mâts. Comme il n'y a pas de gréement, les mâts peuvent être pivotés sans restriction pour tous les points de voile, faisant de Black Pearl un clipper capable de remonter au vent.

## Galerie

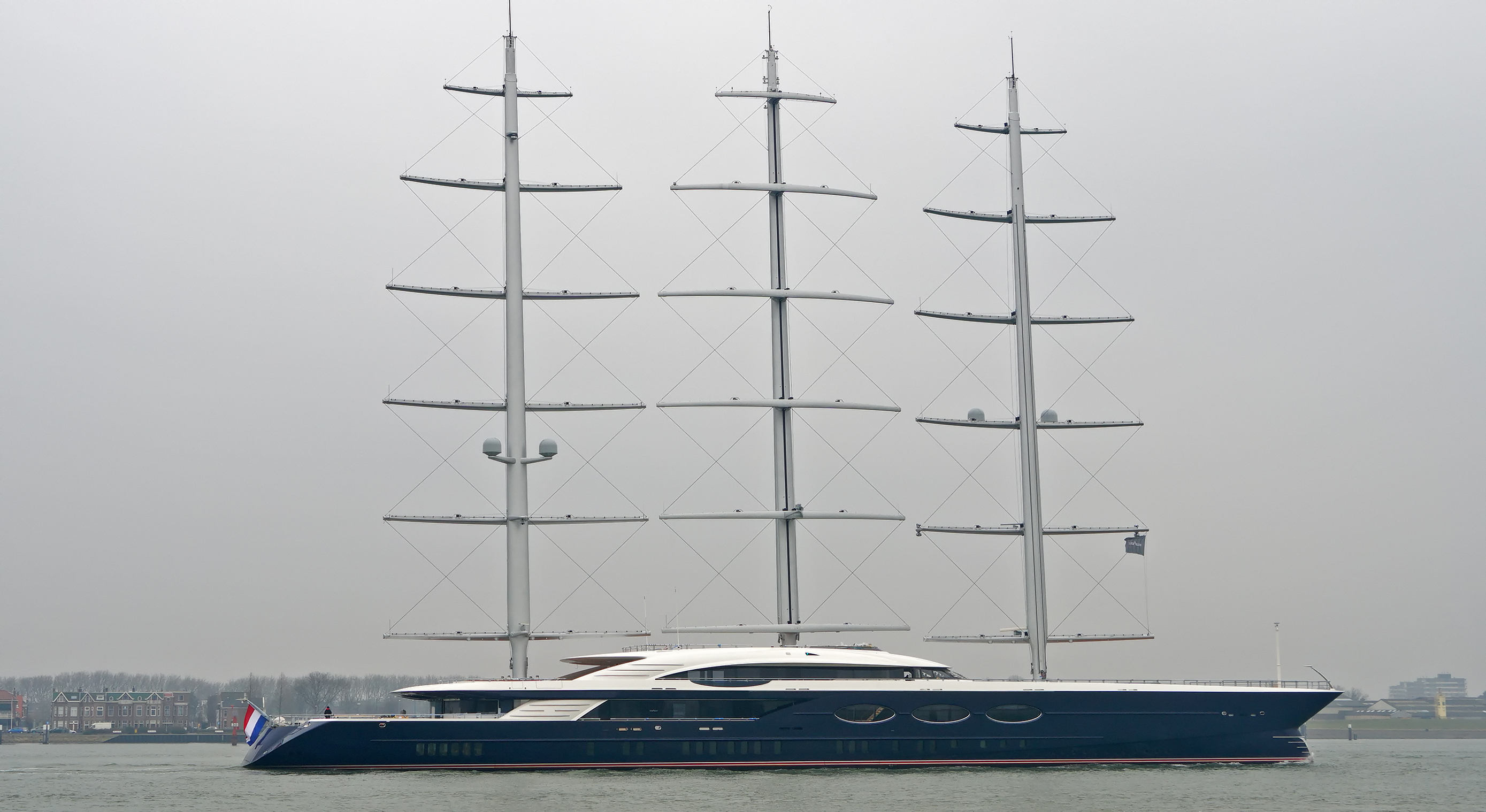
Oceanco Y712
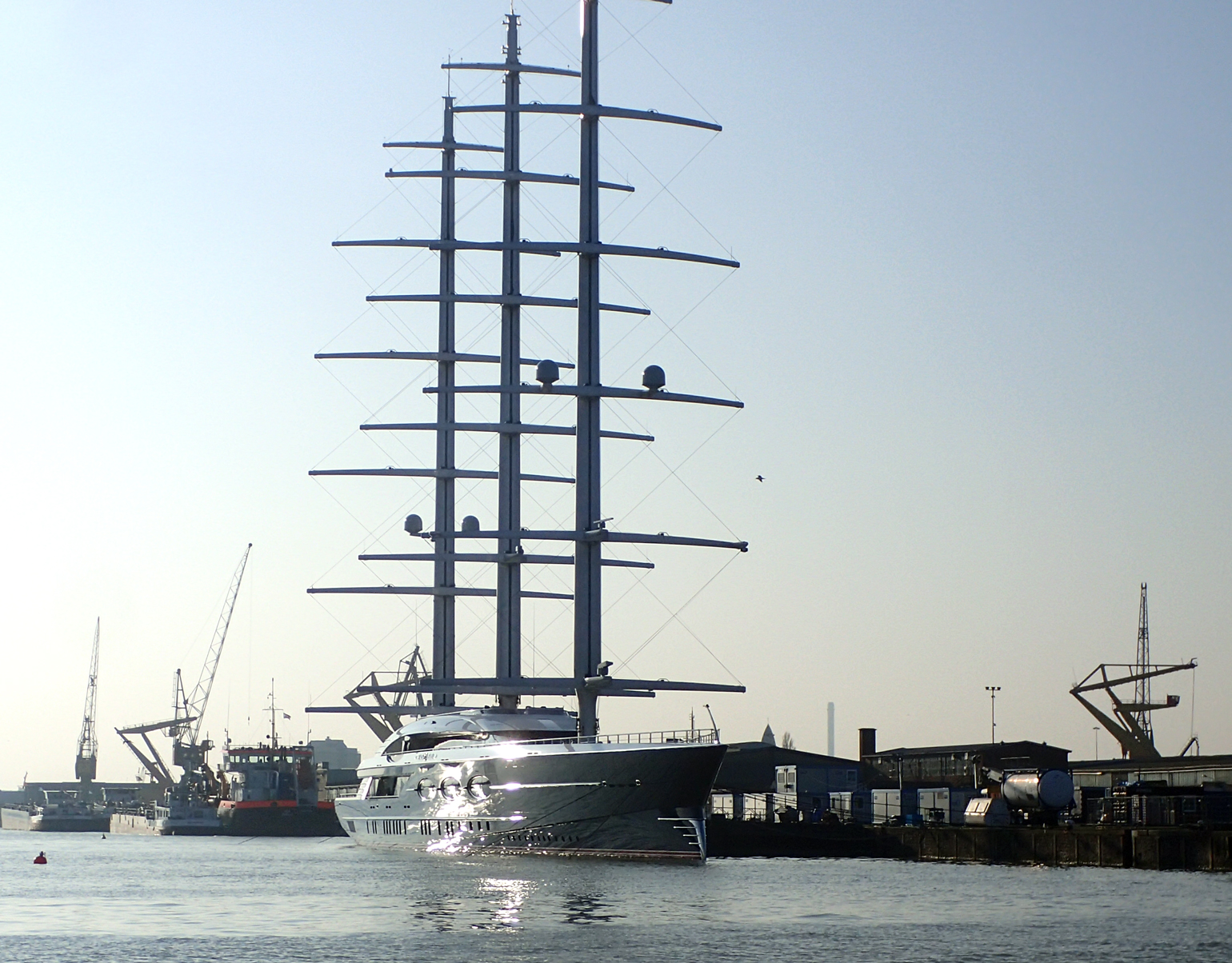
Black Pearl en 2018
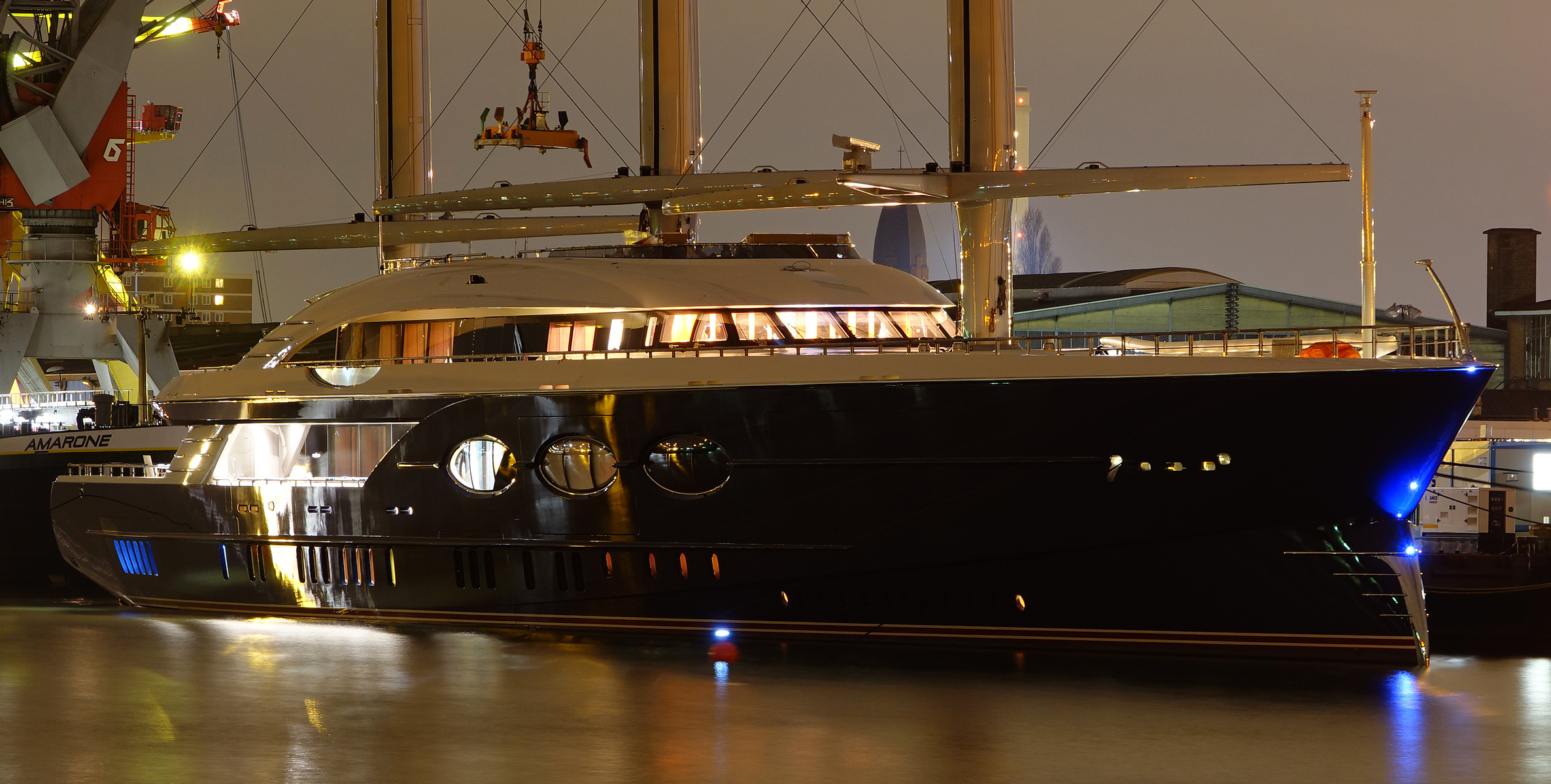
Black Pearl la nuit